# Domalain
Domalain est une commune française située dans le département d'Ille-et-Vilaine en région Bretagne, peuplée de 2 050 habitants.

## Géographie
Domalain est située à environ 7,2 kilomètres de La Guerche-de-Bretagne et à 41 kilomètres de Rennes.
| Vergéal   | Étrelles               | Argentré-du-Plessis    |
| Bais      | Domalain               | Saint-Germain-du-Pinel |
| Visseiche | La Guerche-de-Bretagne | Moutiers               |

Elle est composée de deux villages : Domalain, le centre bourg où se situent la mairie et les différents services, et Carcraon, zone essentiellement résidentielle.
La commune se situe sur un territoire irrégulier, légèrement vallonné. Le bourg est construit sur une colline.

### Hydrographie
Pour un article plus général, voir Réseau hydrographique d'Ille-et-Vilaine.
La commune est située dans le bassin Loire-Bretagne. Elle est drainée par la Seiche, la Quincampoix, la Planche aux Merles, le ruisseau de Boulnaie, le ruisseau de la Guerche et le ruisseau de l'Ébouel,,.
La Seiche, d'une longueur de 97 km, prend sa source dans la commune du Pertre et se jette  dans la Vilaine à Bruz, après avoir traversé 24 communes. 
La Quincampoix (Seiche), d'une longueur de 33 km, prend sa source dans la commune  et se jette  dans la Seiche à Janzé, après avoir traversé six communes. 
Un plan d'eau complète le réseau hydrographique : l'étang de Carcraon, d'une superficie totale de 86,9 ha (67,08 ha sur la commune),.

### Climat
Pour des articles plus généraux, voir Climat de la Bretagne et Climat d'Ille-et-Vilaine.
En 2010, le climat de la commune est de type climat océanique altéré, selon une étude du CNRS s'appuyant sur une série de données couvrant la période 1971-2000. En 2020, Météo-France publie une typologie des climats de la France métropolitaine dans laquelle la commune est exposée à un climat océanique et est dans la région climatique Bretagne orientale et méridionale, Pays nantais, Vendée, caractérisée par une faible pluviométrie en été et une bonne insolation. Parallèlement l'observatoire de l'environnement en Bretagne publie en 2020 un zonage climatique de la région Bretagne, s'appuyant sur des données de Météo-France de 2009. La commune est, selon ce zonage, dans la zone « Sud Est », avec des étés relativement chauds et ensoleillés.
Pour la période 1971-2000, la température annuelle moyenne est de 11,4 °C, avec une amplitude thermique annuelle de 13,5 °C. Le cumul annuel moyen de précipitations est de 790 mm, avec 13,3 jours de précipitations en janvier et 7,2 jours en juillet. Pour la période 1991-2020, la température moyenne annuelle observée sur la station météorologique la plus proche, située sur la commune d'Arbrissel à 9 km à vol d'oiseau, est de 12,1 °C et le cumul annuel moyen de précipitations est de 718,7 mm,. Pour l'avenir, les paramètres climatiques de la commune estimés pour 2050 selon différents scénarios d'émission de gaz à effet de serre sont consultables sur un site dédié publié par Météo-France en novembre 2022.

## Urbanisme

### Typologie
Au 1er janvier 2024, Domalain est catégorisée bourg rural, selon la nouvelle grille communale de densité à sept niveaux définie par l'Insee en 2022.
Elle est située hors unité urbaine. Par ailleurs la commune fait partie de l'aire d'attraction de Vitré, dont elle est une commune de la couronne,. Cette aire, qui regroupe 30 communes, est catégorisée dans les aires de 50 000 à moins de 200 000 habitants,.

### Occupation des sols
L'occupation des sols de la commune, telle qu'elle ressort de la base de données européenne d'occupation biophysique des sols Corine Land Cover (CLC), est marquée par l'importance des territoires agricoles (95,8 % en 2018), en diminution par rapport à 1990 (97,3 %). La répartition détaillée en 2018 est la suivante :
zones agricoles hétérogènes (75,7 %), terres arables (12,8 %), prairies (7,4 %), eaux continentales (1,9 %), zones urbanisées (1,5 %), zones industrielles ou commerciales et réseaux de communication (0,7 %). L'évolution de l'occupation des sols de la commune et de ses infrastructures peut être observée sur les différentes représentations cartographiques du territoire : la carte de Cassini (XVIIIe siècle), la carte d'état-major (1820-1866) et les cartes ou photos aériennes de l'IGN pour la période actuelle (1950 à aujourd'hui).

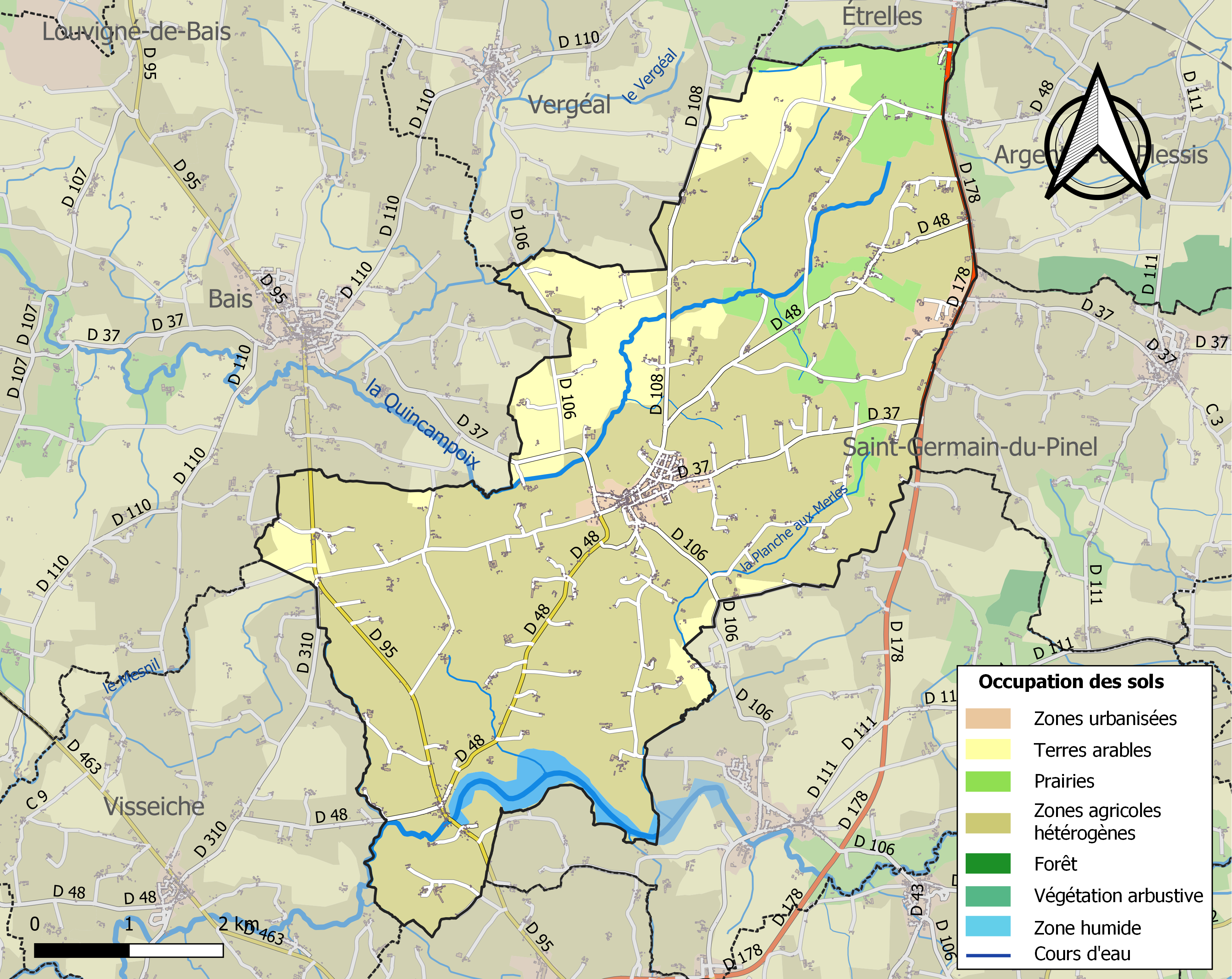
Carte des infrastructures et de l'occupation des sols de la commune en 2018 (CLC).

## Toponymie
Le nom de la localité est attesté sous les formes parochia de Domno Alano en 1240, Domalanum en 1516.

## Histoire

### Moyen Âge
La paroisse de Domalain dépendait autrefois de la châtellenie du Désert, qui appartint aux barons de Châteaubriant, puis à ceux de Vitré à partir de 1542, et disposait du droit de haute justice. Le chef-lieu de la châtellenie du Désert se trouvait au manoir de la Rivière du Désert, en Visseiche, et s'étendait sur le territoire des paroisses d'Availles, Bais, Brielles, Chancé, Domalain, Gennes, Moulins, Moutiers, Le Pertre, Saint-Germain-du-Pinel, Vergéal et Visseiche.

### Époque moderne
En août 1509, une représentation théâtrale d'un mystère, le  "Mystère de Madame Sainte-Barbe" est jouée à Domalain et une rixe se produisit : « un gentilhomme, Amaury de Domagné, tua d'un coup d'épée un nommé Jehan Lambart, cordouanier, demeurant à Vitré ».
« L'église de Domalain, commencée en 1549, et terminée en 1632, est d'une architecture remarquable. La tour était jadis surmontée par un clocher qui passait pour un des plus beaux de Bretagne. Il y avait jadis en cette commune deux chapelles, une à Carcraon et l'autre à la Hainière ; cette dernière a été érigée en annexe vicariale ».
L'église est de style gothique flamboyant. La tour construite en 1552 est en partie détruite en 1705. La flèche est reconstruite entre 1892 et 1894. Elle possède trois retables dont un remarquable de style Louis XIV (Retable lavallois) construit en 1637 par Pierre Corbineau et classé monument historique ainsi qu'une chaire en bois sculpté du XVIIe, classée elle aussi monument historique. Le maître-autel de Domalain est construit en 1637 par Pierre Corbineau. Le retable possède la même structure que celui de l'église de la Trinité de Laval.

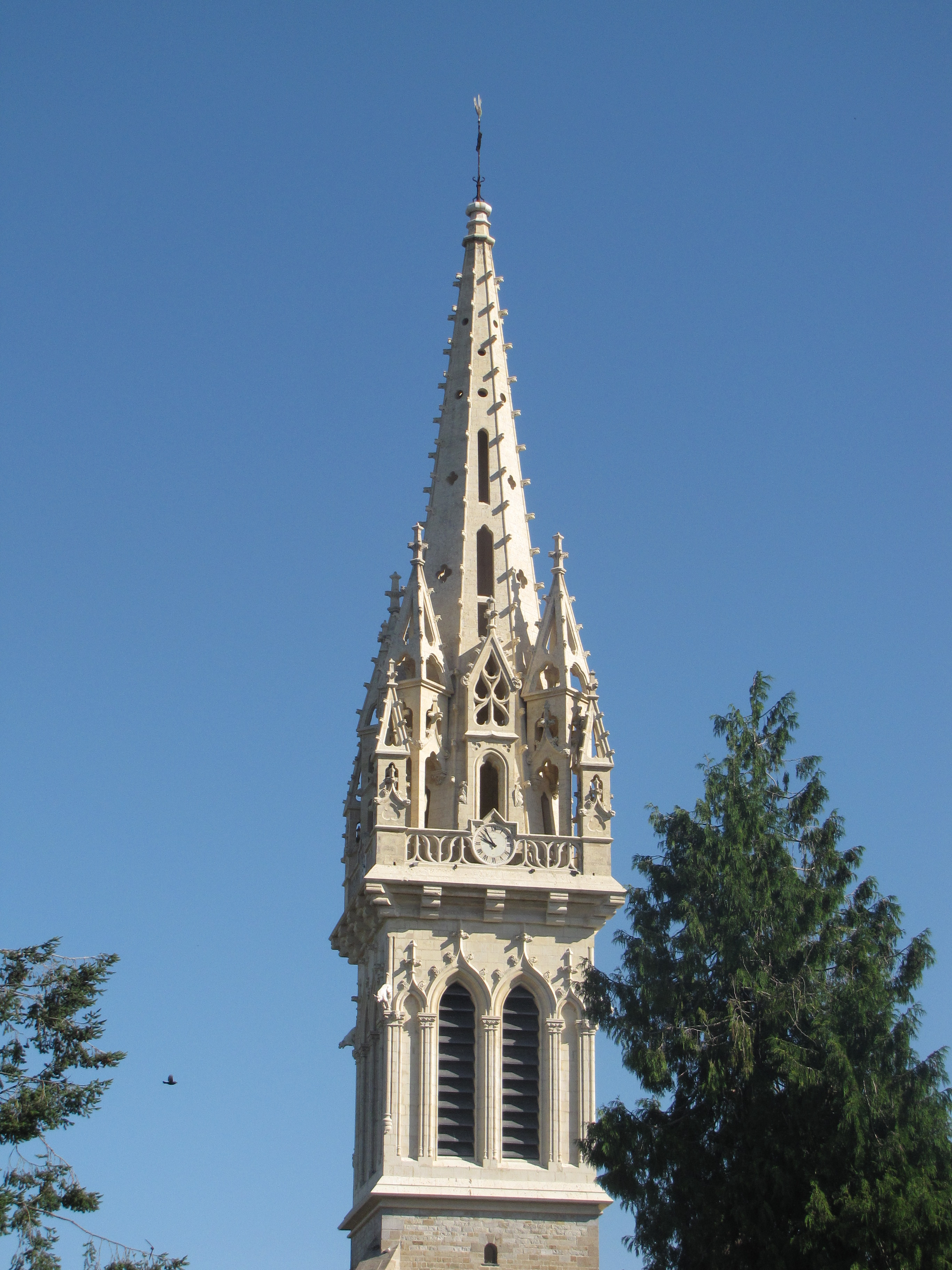
La flèche de l'église Saint-Melaine.
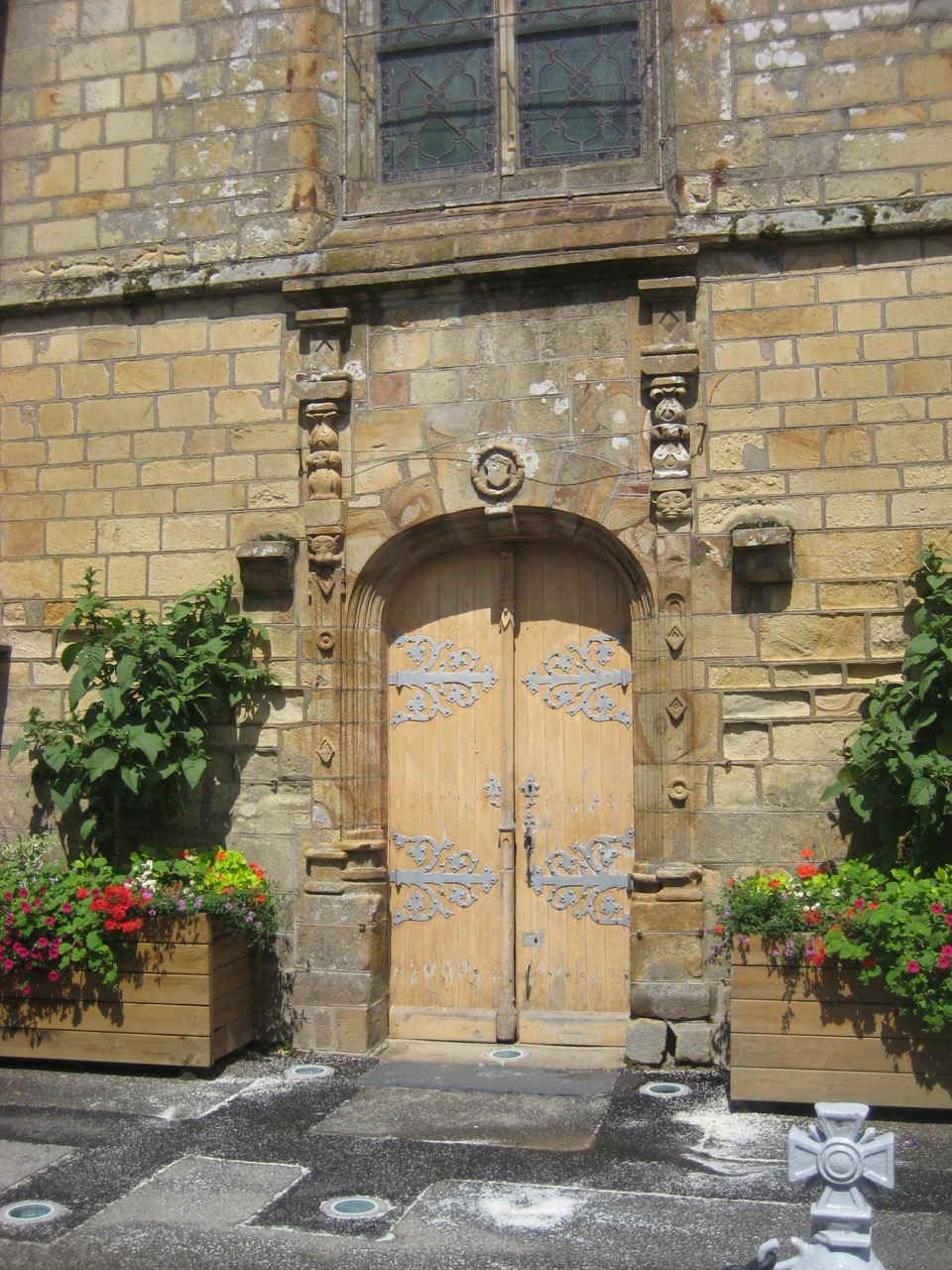
Porte latérale
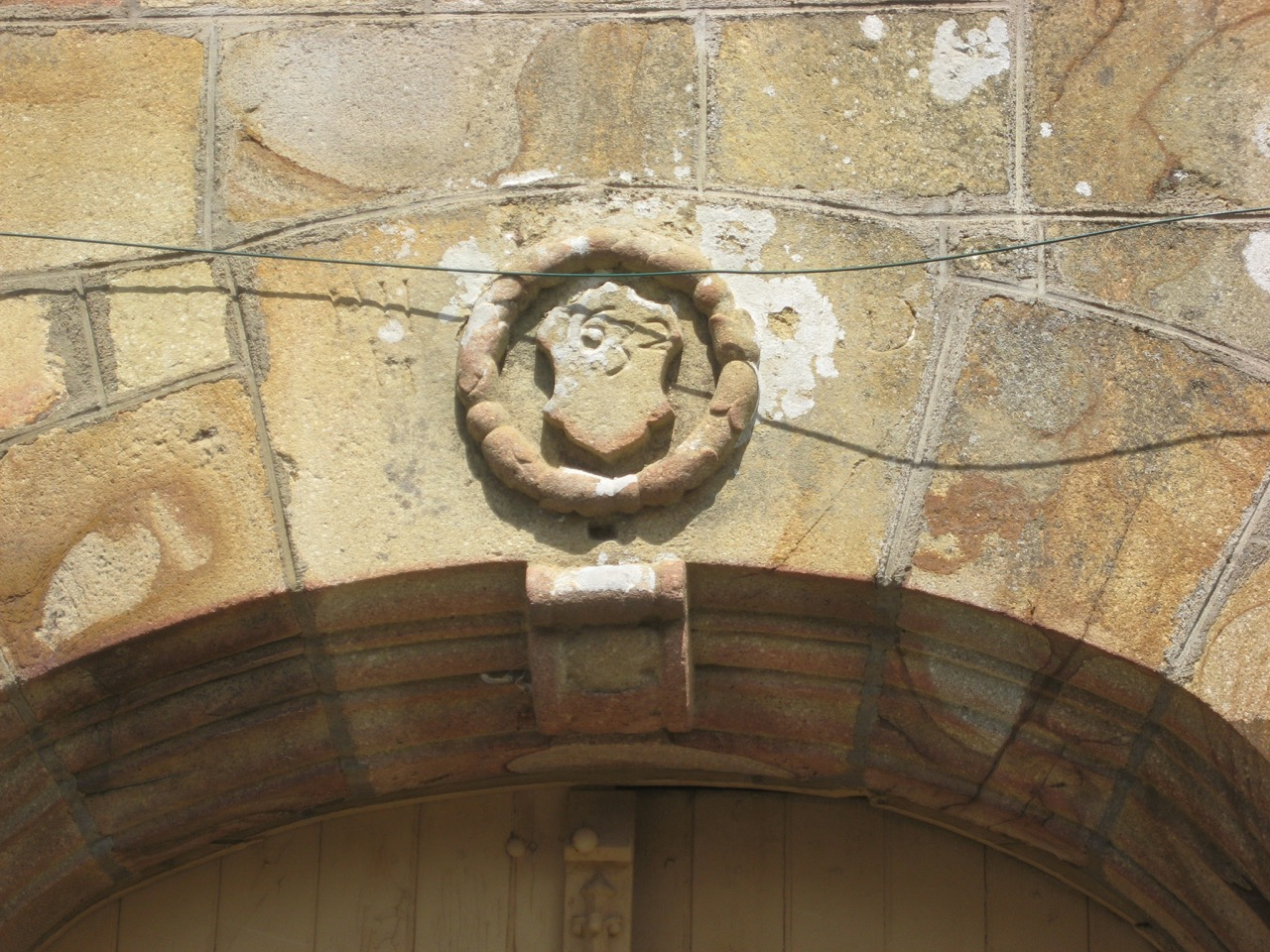
Médaillon datant de 1632 au-dessus de la porte latérale

Vers 1778, Jean-Baptiste Ogée décrit ainsi Domalain :

« Domalin, à 7 lieues trois-quarts à l'Est-Sud-Est de Rennes, son évêché, et à trois lieues de Vitré, sa subdélégation. Cette paroisse (...) ressortit au siège présidial de Rennes. On y compte 2 000 communiants. Le bourg de Domalin est situé sur une montagne [en fait une simple colline], au pied de laquelle sont d'un côté, l'étang, le moulin et la maison de l'Eclardière, et de l'autre un ruisseau qui va se jeter dans l'étang de Carcraon. Il n'y a sur cette montagne que le bourg, le presbytère et la maison de la Pavière. Elle est si élevée que, quand on est sur son sommet, on découvre toute la paroisse, dont les terres sont fertiles en grains et fruits, et assez bien cultivées. C'est un pays couvert, fort peuplé de hameaux et maisons de remarque. Ses maisons nobles sont le Pouez et Princé, avec hautes justices, qui ressortissent à la baronnie de Vitré »

### Révolution française
En novembre 1791, la paroisse de Domalain est visitée et rançonnée par les gardes nationales de Bais et de Vitré, pour intimider ses habitants qui parlaient de marcher sur La Guerche afin de récupérer les cloches descendues après la fermeture de l'église et son rattachement à cette paroisse voisine.
La population de la commune est favorable aux changements apportés par la Révolution française, surtout après la fin de la Terreur. La principale fête révolutionnaire est celle célébrant l'anniversaire de l'exécution de Louis XVI, accompagnée d'un serment de haine à la royauté et à l'anarchie, fêtée à partir de 1795.
Quelques jours après le combat de Toucheneau du 21 mai 1796, la division de Vitré de l'Armée catholique et royale prit ses quartiers à Domalain, les compagnies étant logées dans les divers villages. « Elle fut surprise par un bataillon républicain, fort de neuf cents hommes, sortis le matin de La Guerche ». Quatre officiers accompagnés de trois soldats, partis en reconnaissance, arrivés à la chaussée de l'étang de Carcraon, furent attaqués par les Bleus qui étaient en embuscade ; Henri du Boishamon et le chevalier Payen furent blessés, mais finalement les chouans commandés par Coster de Saint-Victor mirent en déroute les Bleus qui eurent quarante-cinq tués, dont trois officiers.

### LeXIXesiècle
« Au XIXe siècle, Domalain, la commune la plus réactionnaire d'Ille-et-Vilaine, a pour voisine Bais, l'une des plus libérales ».
A. Marteville et P. Varin, continuateurs d'Ogée décrivent ainsi Domalain en 1843 :

« Domalain (Domnus-Alanus : sous l'invocation de saint Melaine, le 6 septembre). (...) Principaux villages : la Haute et Basse-Picaudière, la Haute et Basse-Nacherie, le Grand et le Petit-Pin, les Epinettes, les Gendronières, le Bois-Hus, la Maillardière, Haut et Bas-Fleurinais, la Hairie, la Boisnarderie, Carcraon, la Houssais, le Bois-sans-Pair, la Jeusserie, Nuillé, Montgerheux, la Boisselière, la Herauderie, Moncinaut. Maisons remarquables : Pouez, Carcraon. Superficie totale : 3250 ha (...) dont (...) terres labourables 2209 ha, prés et pâtures 445 ha, bois 121 ha, vergers et jardins 125 ha, landes et incultes 128 ha et 84 ha (...). Moulins : 3 (de Pouez, de Princé, Carcraon, à eau). (...) Il se fait à Domalain quelque commerce de chanvre et de lin. Ce territoire produit en outre une quantité considérable de cidre de bonne qualité. Tout récemment on a découvert, en travaillant aux chemins vicinaux, vers la partie de la commune qui joint La Guerche, et sur un carrefour nommé la Cornouaille, plusieurs tombeaux contenant des ossements et plusieurs morceaux d'armures. Sans doute ces tombeaux appartiennent à des hommes d'armes ayant pris part au siège de La Guerche et aux combats qui ont été livrés à Visseiche. (...) La route royale no 178, dite de Caen aux Sables d'Olonne, limite cette commune dans une partie de l'est ; au sud, elle a l'étang de Carcraon, qu'elle content, ainsi que celui du Pouez ; enfin une partie de la lande de Touche-Enault [Toucheneau], où eut lieu, en 1832, un engagement meurtrier entre un détachement de la garde nationale de Vitré et cent cinquante hommes de ligne, conte un parti d'insurgés, qui y laissèrent quatre-vingts des leurs, est en Domalain. Géologie : schiste argileux. On parle le français [en fait le gallo]. »

En octobre 1853 l'inspecteur primaire Piboen décrit ainsi les conditions de travail des élèves et de leur maître, un instituteur normalien nommé Bertin, qui enseigne dans un cellier : « La cave la plus humide, la plus froide, la moins éclairée, ne serait pas plus malsaine ni même plus meurtrière que le local où se fait l'école des garçons. Si j'étais père de famille, je n'aurais jamais le courage d'y envoyer mes enfants... Pendant six mois, de petites sources jaillissent de ces murs, l'eau s'écoule alors dans la classe, et l'instituteur est obligé de la rejeter par la porte avec un balai. À trois heures de l'après-midi, il n'est plus possible d'y voir clair ».
En 1866, quelques cas de choléra sont observés à Domalain, ainsi que dans des communes voisines, particulièrement dans la commune d'Étrelles où, du 18 août au 3 novembre, 60 personnes, dont 40 femmes, ont été atteintes. 3 personnes ont succombé à cette épidémie.
Lors des élections législatives de 1877 la commune de Domalain vote à 81,7 % pour le candidat légitimiste (presque un record, seul Taillis ayant voté encore plus favorablement pour celui-ci dans le département) et à 2,2 % pour le candidat républicain.

### LeXXesiècle

#### LaBelle Époque

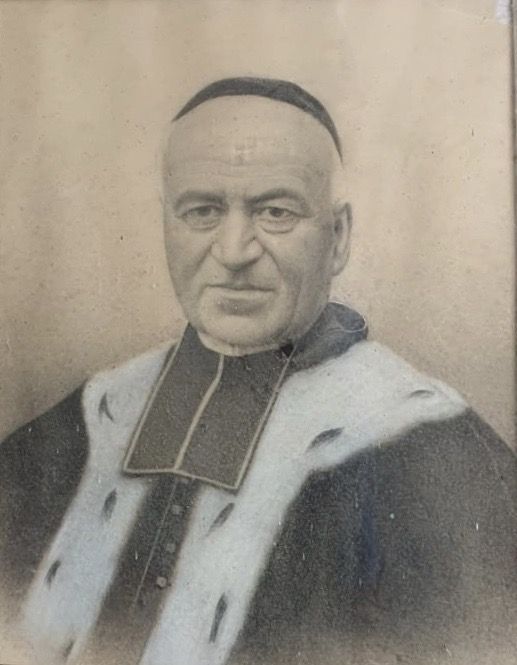
Le chanoine Léonor Meignan (1865-1936)

Le 2 septembre 1908, le chanoine Meignan, prêtre réputé dans la paroisse, fête son cinquantenaire. À cette occasion, les habitants, ainsi que de nombreux religieux participent aux festivités. En souvenir du prêtre, la municipalité donne à l'une des rues de Domalain le nom du chanoine.
Selon le journal La Croix de l'Aveyron, en octobre 1909, « il y a à Domalain deux écoles publiques, une de filles, une de garçons. Il y a un instituteur et une institutrice. Et bien, chose invraisemblable, depuis 1888 les deux écoles n'ont pas eu un seul élève ». Selon le journal Le Nouvelliste de l'Est en février 1910 « dans d'Ille-et-Vilaine, les enfants désertent les écoles communales pour les écoles libres » , par exemple l'école communale (école laïque) de Domalain n'a aucun élève.

#### La Première Guerre mondiale
Le monument aux morts de Domalain porte les noms de 108 soldats morts pour la France ou disparus pendant la Première Guerre mondiale.Onze soldats sont morts en Belgique, un soldat domalinois est mort en Grèce (Eugène Houssais). La plupart des autres sont morts sur le sol français. Parmi eux deux (Joseph Gallier et Léon Peinturier) ont été décorés de la Médaille militaire et de la Croix de guerre et deux (Emmanuel Cancouet et Jean Faucheux) ont reçu la Croix de guerre.

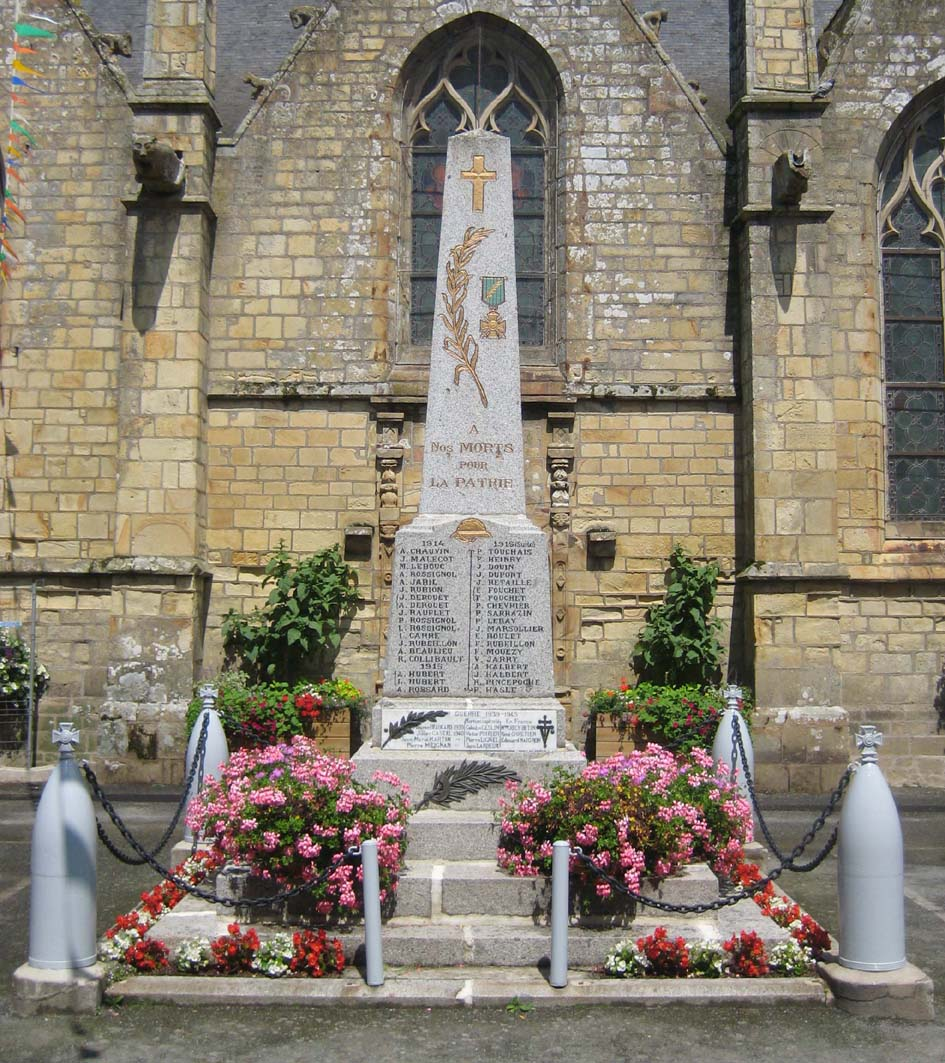
Monument aux morts
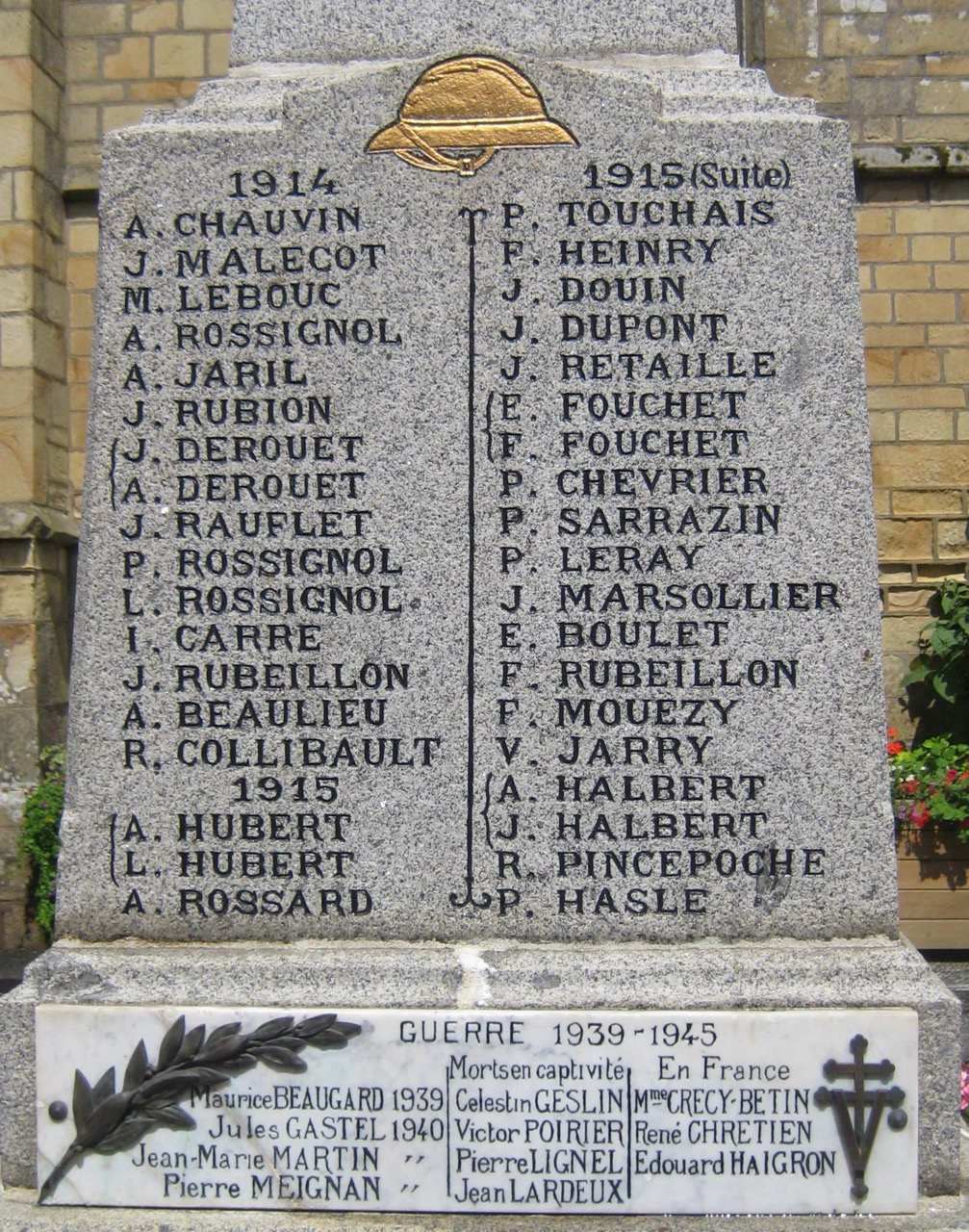
Soldats tués en 1914 et 1915- plaque de la guerre 1939-1945
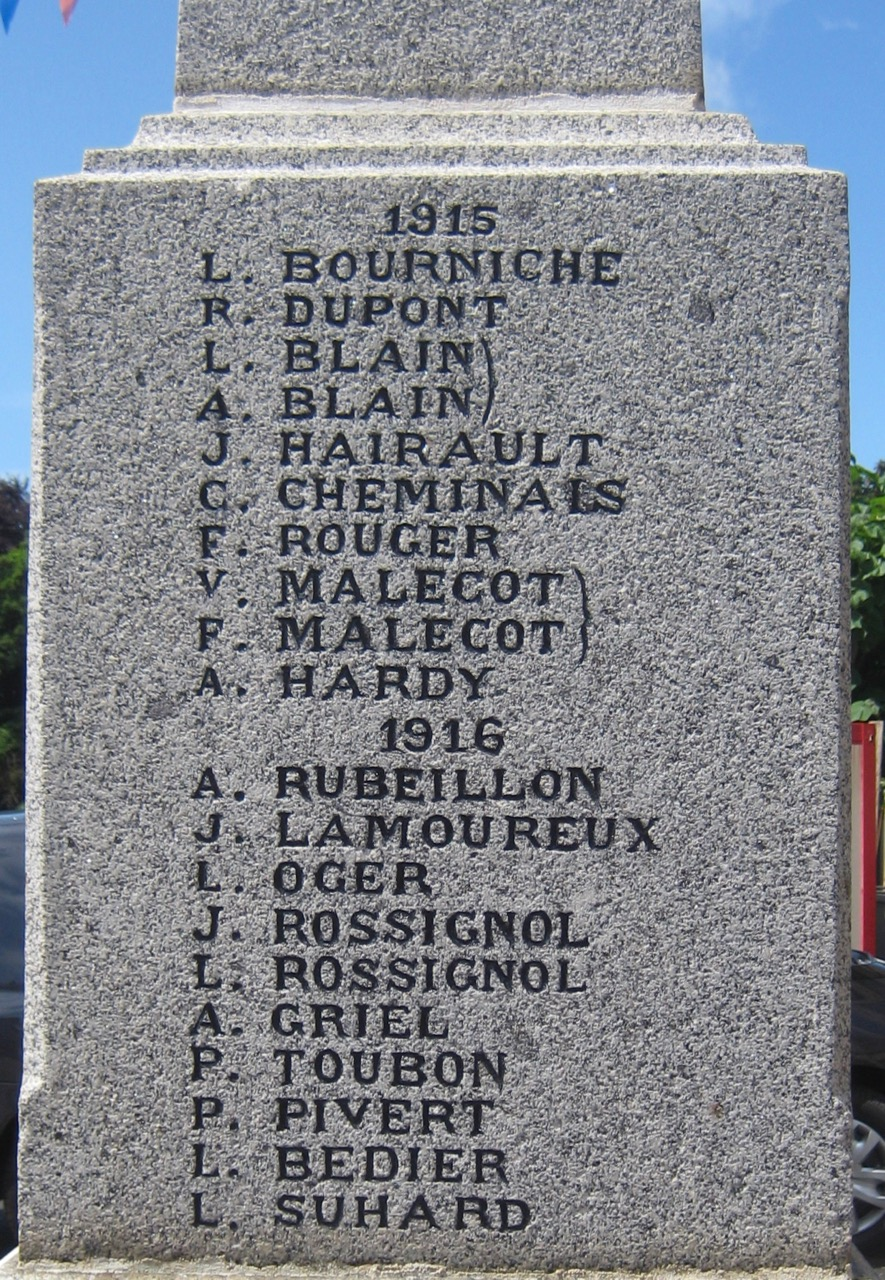
Soldats tués en 1915-1916
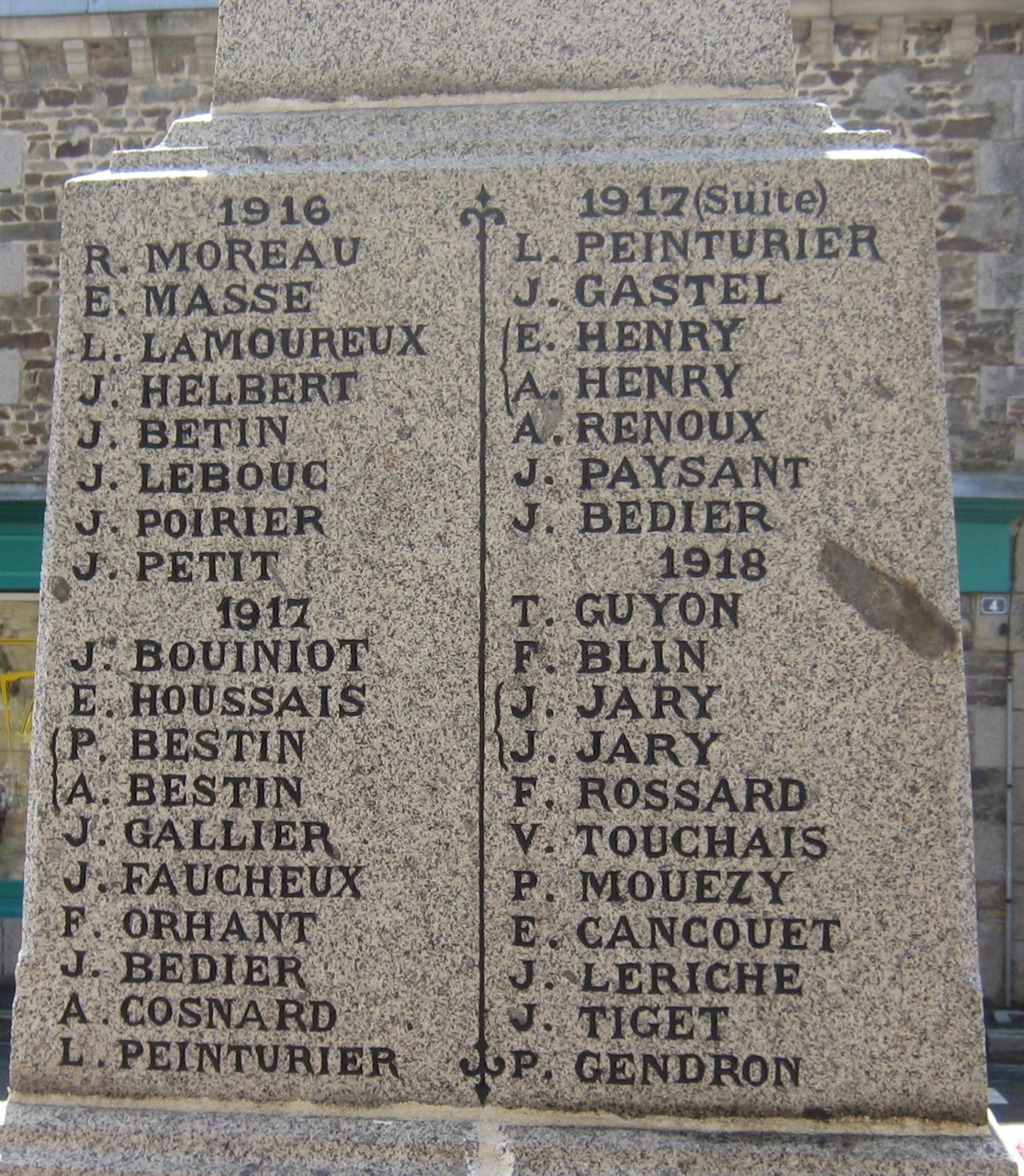
Soldats tués en 1916, 1917 et 1918
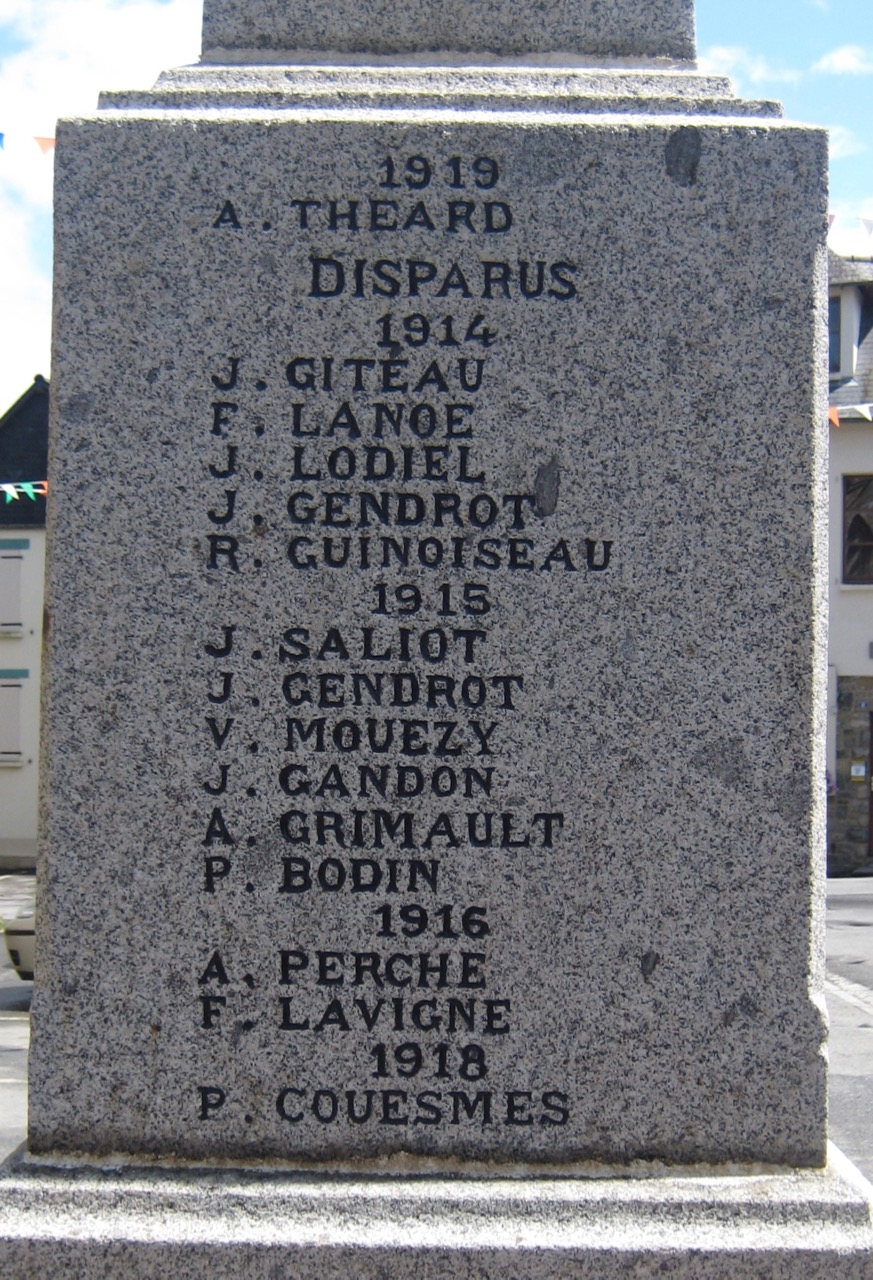
Soldat tué en 1919 et disparus

#### L'Entre-deux-guerres
En 1926, l'école publique de Domalain n'avait qu'un seul élève.

#### La Seconde Guerre mondiale
Le monument aux morts de Domalain porte les noms de 11 personnes mortes pour la France pendant la Seconde Guerre mondiale. Parmi elles, Pierre Heinry (1892-1944), déporté en Allemagne, il meurt le 22 octobre 1944 à Diez. Jules Gastel décédé le 11 juin 1940 à Varennes (Aisne).
Le monument Leclerc inauguré en 1950, témoigne du passage du maréchal Leclerc à Domalain le 7 août 1944 alors qu'il était en route pour la libération de la capitale.
Les bornes de Koufra jalonnent le parcours de la division Leclerc à travers la France de Saint-Martin-de-Varreville (Manche) où ses premiers éléments débarquèrent à Utah Beach jusqu'à Strasbourg le 23 novembre 1944. Il existe quatorze bornes dont une seule en Bretagne à Domalain. Elle a été inaugurée le 17 septembre 2012. Lors de cette inauguration, des anciens combattants de la Deuxième Guerre mondiale étaient présents ainsi qu'un préfet.

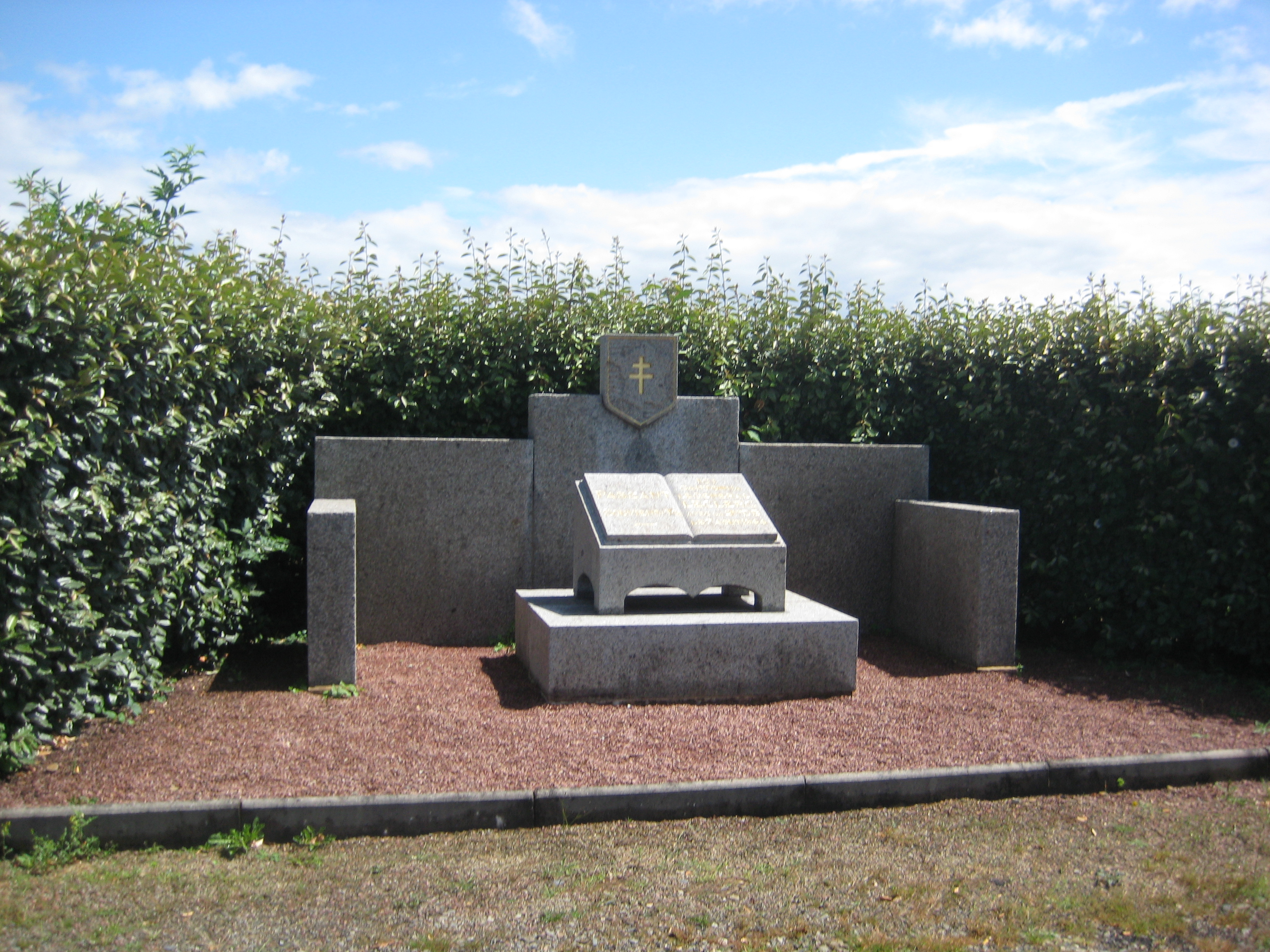
Le monument Leclerc (ancien emplacement).
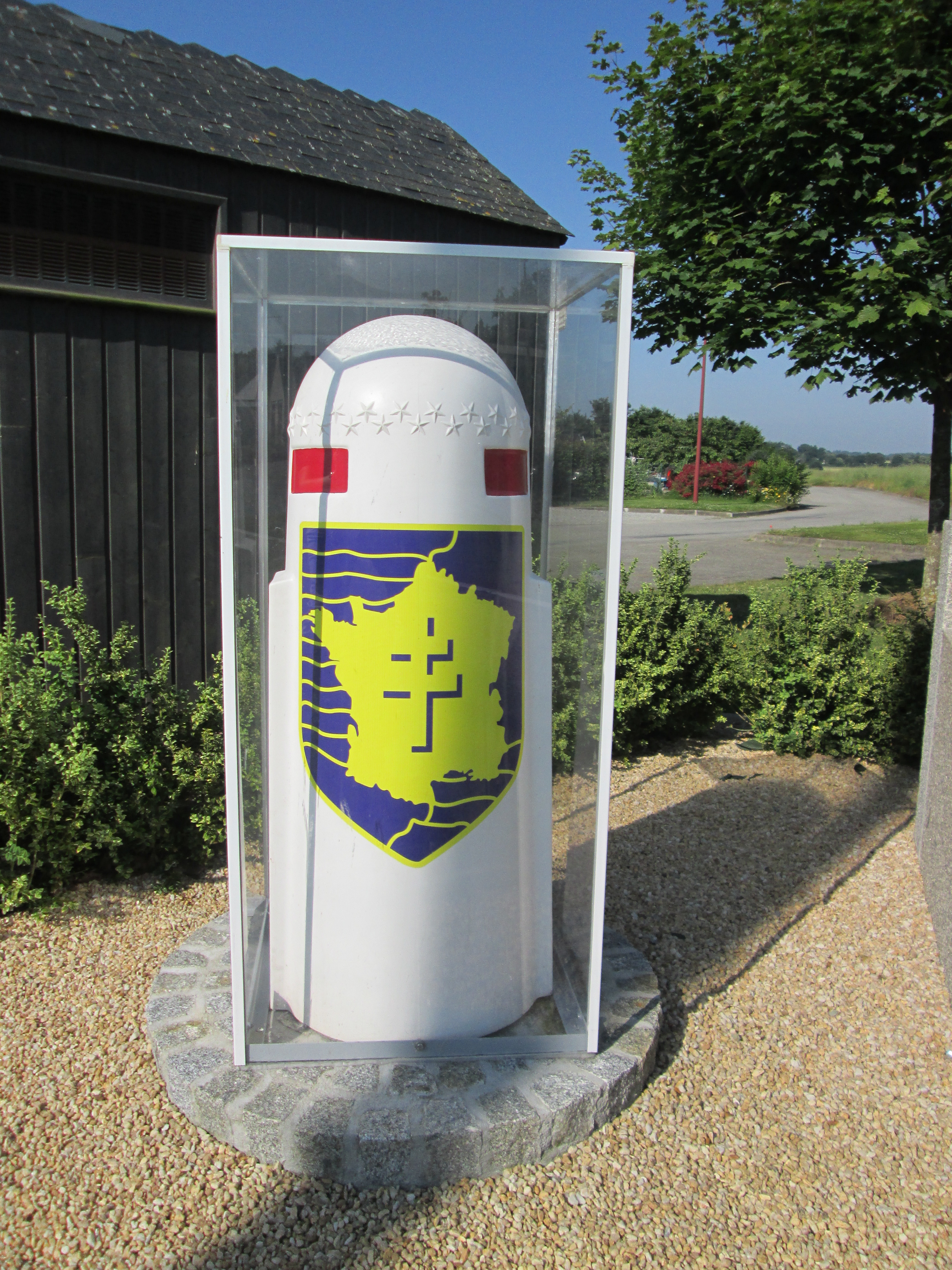
Borne de Koufra

## Démographie
L'évolution du nombre d'habitants est connue à travers les recensements de la population effectués dans la commune depuis 1793. Pour les communes de moins de 10 000 habitants, une enquête de recensement portant sur toute la population est réalisée tous les cinq ans, les populations de référence des années intermédiaires étant quant à elles estimées par interpolation ou extrapolation. Pour la commune, le premier recensement exhaustif entrant dans le cadre du nouveau dispositif a été réalisé en 2005.
En 2022, la commune comptait 2 050 habitants, en évolution de +2,86 % par rapport à 2016 (Ille-et-Vilaine : +5,46 %, France hors Mayotte : +2,11 %).
En 1831, la population atteint son maximum avec 2 842 habitants. En 1851, on dénombre 2 661 habitants. En 1901, on compte 2 005 habitants. La commune reprend de l'importance avec 1 953 habitants en 2011.
| 1793  | 1800  | 1806  | 1821  | 1831  | 1836  | 1841  | 1846  | 1851  |
| ----- | ----- | ----- | ----- | ----- | ----- | ----- | ----- | ----- |
| 2 655 | 2 288 | 2 688 | 2 758 | 2 842 | 2 825 | 2 735 | 2 715 | 2 661 |

| 1856  | 1861  | 1866  | 1872  | 1876  | 1881  | 1886  | 1891  | 1896  |
| ----- | ----- | ----- | ----- | ----- | ----- | ----- | ----- | ----- |
| 2 646 | 2 553 | 2 457 | 2 286 | 2 218 | 2 218 | 2 212 | 2 161 | 2 042 |

| 1901  | 1906  | 1911  | 1921  | 1926  | 1931  | 1936  | 1946  | 1954  |
| ----- | ----- | ----- | ----- | ----- | ----- | ----- | ----- | ----- |
| 2 005 | 2 000 | 1 906 | 1 734 | 1 745 | 1 774 | 1 848 | 1 843 | 1 718 |

| 1962  | 1968  | 1975  | 1982  | 1990  | 1999  | 2005  | 2006  | 2010  |
| ----- | ----- | ----- | ----- | ----- | ----- | ----- | ----- | ----- |
| 1 635 | 1 534 | 1 506 | 1 404 | 1 382 | 1 490 | 1 742 | 1 810 | 1 958 |

| 2015  | 2020  | 2022  | - | - | - | - | - | - |
| ----- | ----- | ----- | - | - | - | - | - | - |
| 1 985 | 2 020 | 2 050 | - | - | - | - | - | - |

## Économie
Revenus et niveau de vie (chiffres Insee 2011) :
- Taux de chômage des 15 à 64 ans : 5,1 %
- Nombre de ménages : 702
- Revenu net déclaré moyen par foyer : 21 621 €

Habitat en 2011 et taux communaux d'imposition 2013 :
- Nombre total de logements : 756
- Taxe d'habitation : 15,73 %
- Taxe foncière bâtie : 15,76 %
- Taxe foncière non bâtie : 39,09 %
- Cotisation foncière des entreprises : 0 %

## Transports
La commune est desservie par la ligne de bus gratuite de Vitré vers La Guerche-de-Bretagne mise à disposition par Vitré Communauté.

## Lieux et monuments
- L'église Saint-Melaine est un monument historique inscrit par arrêté du 14 octobre 1926[49].

- La chapelle Sainte-Anne date de la 2e moitié du XIXe siècle et est située au village de la Heinrière. Elle a remplacé un ancien sanctuaire bénit en 1663, situé plus à l'ouest et dédié également à sainte Anne et saint Julien.
- La chapelle Saint-Maimbœuf, nommée également chapelle Notre-Dame-de-la-Délivrance, date de la fin du XIXe siècle et est située au village de Carcraon. Elle a remplacé un ancien sanctuaire dédié à saint Mainbœuf et mentionné dès le XIIe siècle.
- Le monument Leclerc inauguré en 1950.
- Borne de Koufra inaugurée en 2012.

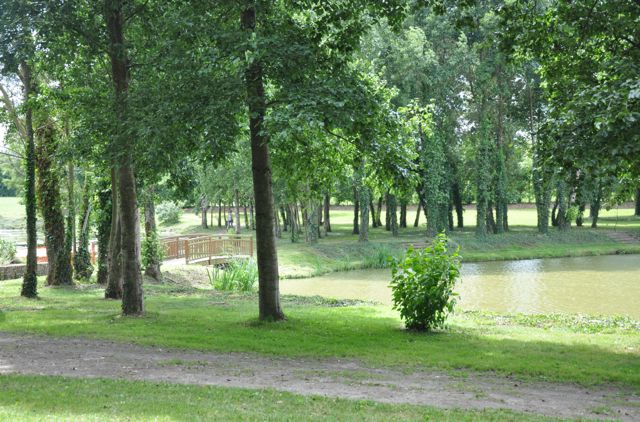
Plan d'eau de la Traverie

## Personnalités liées à la commune
- Le général Leclerc passe à Domalain le 7 août 1944 en route pour la libération de Paris. Inaugurée le 17 septembre 2012 en présence de l'école municipale et de quelques autres personnalités, la borne de Koufra (voir ci-dessus) rappelle le passage du général.
- Alphonse Lambron (1846-1928). Maire de Domalain. Conseiller d'arrondissement.
- Chanoine Léonor Meignan (1865-1936). Nommé recteur de Domalain en 1908 après avoir été aumônier de la communauté de Rillé à Fougères. Il est nommé chanoine honoraire en 1919. Il décède le 2 juin 1936 à Domalain[50].
- Alexandre Ricoux (1875- 1944[51]), médecin. Une rue porte son nom dans le bourg de Domalain.
- Sœur Marie Emmanuel Heslesbeux (1931-2013), religieuse de la communauté des Sœurs de la Providence de Ruillé-sur-Loir, née à Domalain. Elle s'installe à Madagascar en 1970 et y exerce les fonctions d'infirmière. L'association domalinoise Domalain Tiers-Monde continue de soutenir le dispensaire pour les lépreux de Mandritsara qu'elle avait fait construire. Elle meurt assassinée à Mandritsara à Madagascar le 1er mars 2013[52]. Une rue de Domalain porte désormais son nom.